# Portret van Gerard Andriesz Bicker
Portret van Gerard Andriesz Bicker of Gerard Andriesz Bicker (1622-66), heer van Engelenburg. Drost van Muiden is een schilderij van de Hollandse kunstschilder Bartholomeus van der Helst, olieverf op paneel, 94 × 70,5 centimeter groot, gemaakt circa 1642. Gerard was een zoon van Andries Bicker, een van de machtigste koopmannen uit Amsterdam. Van der Helst schilderde ook portretten van zijn ouders. Dat van hem en zijn vader behoren sinds 1848 tot de collectie van het Rijksmuseum Amsterdam.

## Context
De familie Bicker was, samen met het verzwagerde geslacht De Graeff, het invloedrijkste Amsterdamse regentengeslacht uit het tweede kwart van de zeventiende eeuw. Andries Bicker (1586-1652) was bewindvoerder van de mede door zijn vader opgerichte VOC, meermaals burgemeester van Amsterdam, gedeputeerde der Staten-Generaal en kolonel in de schutterij. Zijn zoon Gerard (1622-1666) was heer van Engelenburg bij Herwijnen en drost van Muiden. Na 1650 nam de politieke invloed van de Bickers af, mede ten gunste van de stadhouders uit het huis van Oranje-Nassau en de Amsterdamse regentengeslachten Pauw, Schaep en Valckenier.
De familie Bicker liet zich, als gebruikelijk onder zeventiende-eeuwse regenten, uitgebreid portretteren. Hun favoriete schilder was Bartholomeus van der Helst, die mede door zijn contacten in zijn tijd uitgroeide tot de meest gevraagde portrettist naast Rembrandt van Rijn. Nadat hij Andries al in enkele schuttersportretten had vastgelegd portretteerde hij hem, zijn vrouw en hun zoon Gerard in drie afzonderlijke portretten, op vrijwel hetzelfde formaat. De werken van Gerard en zijn vader behoren tot de collectie van het Rijksmuseum en worden in de eenentwintigste eeuw gerekend tot bekende "Hollandse" portretten uit de Gouden Eeuw.

## Afbeelding
De portretten van vader en zoon Bicker zijn geschilderd in de realistisch-barokke stijl van de Gouden Eeuw. Beide werken vallen direct op door het grote contrast, waarmee Van der Helst het binnen de nieuwe rijke burgerij ontstane verschil tussen de oudere generatie en de moderne jeugd treffend in beeld brengt.
Vader Andries wordt afgebeeld als een uiterst serieuze, statige en vooral ook vermogende persoon, zelfverzekerd, de kijker recht in de ogen ziend, kalend. Hij draagt een zwart wambuis met een krijtwitte molensteenkraag. Zwarte kleding was toentertijd onder de rijke burgerij de mode, gezien ook als statussymbool omdat het moeilijk te maken en dus duur was. Datzelfde gold voor de witte kraag, gemaakt van stoffen die langdurig gebleekt waren in de blekerijen bij Haarlem. Over het geheel genomen is de uitstraling van het portret, niettegenstaande de statuur, stemmig en sober, passend bij de calvinistische geest die onder de generatie van Andries de boventoon voerde.
Zoon Gerard, die duidelijk minder ambitieus was dan zijn vader, ook op latere leeftijd, wordt door Van der Helst heel anders neergezet. Zijn golvende haren zijn netjes gekamd, de volle lippen getuit, de blik is ietwat treurig, vorsend. Hij is opzichtig uitgedost in een zalmkleurige fluwelen jas met platte kraag en parelgrijze en goud-beige gedrapeerde onderkleding. In zijn hand houdt hij goudkleurige leren handschoenen vast. Kleurige kleding was in de vroege zeventiende eeuw, zoals blijkt uit veel andere portretten, erg populair onder de jeugdige afstammelingen van rijke ouders.
Meest opvallend wellicht aan het portret van Gerard Bicker is zijn enorme corpulentie. Zijn lijf neemt bijna het gehele doek in beslag. Hij leed aan obesitas, die hij mogelijk van zijn moeder had geërfd. Hij werd in de volksmond ook wel de "dikke Bicker" genoemd. Ook in latere tijden zou zijn portret altijd geassocieerd blijven met zijn dik zijn.

## Literair gebruik
Harry Mulisch liet het portret van Gerard Bicker in 1966 in spiegelbeeld plaatsen op het omslag van zijn boek Bericht van de Rattenkoning. Hij zette hem neer als het ultieme symbool van het welgedane regentendom. De schrijver A.F.Th. van der Heijden refereert aan zowel Bicker als Mulisch in Het hof van Barmhartigheid uit 1996: ‘‘ ‘Flix stond juist het mollige mopshandje te bestuderen waarmee de dikke Gerard Bicker op het schilderij van Van der Helst zijn fijne handschoentjes tegen de borst drukt, toen een suppoost hem ongevraagd kwam vertellen dat hij ‘die rattenkoning’, zoals hij de geportretteerde om de een of andere reden noemde, ‘ook wel eens naar de muur keerde’, als hij op hem uitgekeken was. ‘Op de achterkant staat weer iets anders, maar dat willen de mensen niet zien. Ze komen voor die dikke rattenkoning. Dus draai ik ‘m maar weer om, en ga er met m’n rug naar toe staan. Het is je vak.’ ’’
Deze uitingen van twee schrijvers leggen direct of indirect de nadruk op het afstotelijke van overgewicht. Of Gerard Bicker in psychische zin ook zelf heeft geleden onder zijn corpulentie is niet bekend. Dik zijn werd in de zeventiende eeuw algemeen minder negatief geduid dan tegenwoordig en doorgaans gezien als een teken van welvaart. Gerard Bicker werd niet ouder dan 44 jaar.

## Herkomst
De drie portretten van Gerard en zijn ouders werden in oktober 1848 ter veiling aangeboden. Die van Gerard en zijn vader werden door het Rijksmuseum Amsterdam aangekocht. Het portret van Gerards moeder werd aangeschaft door een kunsthandelaar en werd in 1876 opnieuw ter veiling gebracht. De rijksadviseurs voor de Monumenten van Geschiedenis en Kunst adviseerden de minister van Binnenlandse zaken om ook dit portret te kopen, maar dat is niet gebeurd.